# Tajszet
Tajszet (ros. Тайшет) – miasto w azjatyckiej części Rosji, w obwodzie irkuckim, nad rzeką Biriusą (w dorzeczu Angary). Tajszet jest nazwą dopływu Biriusy i w języku ketyjskim oznacza zimną rzekę. Populacja miasta to 37 700 mieszkańców (2005). Miasto zostało założone w 1897, a prawa miejskie otrzymało w 1938. Stacja kolei transsyberyjskiej. Ma tu swój początek kolej bajkalsko-amurska. W latach 1943–1946 centrum Tajszetłagu. Miasto znane z Tajszetłagu (obóz NKWD) – szczególny obóz dla więźniów politycznych ZSRR.